# Бургхаузен
Бургхаузен (на немски: Burghausen) e стар херцогски град, най-големият град в област Алтьотинг, в Бавария, Германия. Има площ от 19,85 km² и 17 584 жители (към 31 декември 2012).
Разположен е на 421 m н.в. на Баварското плато. Намира се на река Залцах, която тук образува границата с Австрия. Над града се намира замъкът Бургхаузен, който с 1051 m дължина е най-дългият замък в Европа.